# Jacqueline L'Hoist
Jaqueline L’Hoist Tapia es una activista defensora de los derechos humanos en México. Fundó y fue presidenta del Consejo para Prevenir y Eliminar la Discriminación de la Ciudad de México de 2011 a 2018. A principios de 2019 fue la Secretaria Ejecutiva de la Comisión de Derechos Humanos del Distrito Federal.
En junio de 2019, se convirtió en directora de la primera Unidad de Género en medios de comunicación en América Latina, para la televisora TV Azteca.

## Trayectoria
Es licenciada en Seguridad Pública por la UNADM y cuenta con diversas especialidades en Derechos Humanos y en Teología de la Liberación. También se especializó en recaudación de fondos por la “Indiana University Center on Philanthropy”.
Desde 1994 ha trabajado como defensora y especialista en derechos humanos en la Ciudad de México. Ha sido panelista en temas de derechos humanos, políticas públicas y no discriminación.
En 2011 fundó el Consejo para Prevenir y Eliminar la Discriminación de la Ciudad de México a partir de la promulgación de la Ley para Prevenir y Eliminar la Discriminación en el Distrito Federal, detentando la titularidad de este hasta 2018. 
En 2015 participó en la 29° Conferencia Internacional para Mujeres Líderes 2015.
Participó en la elaboración del Diagnóstico y Programa de Derechos Humanos para el Distrito Federal, modelo que llevó a Río de Janeiro y Asunción, a través de la Oficina de la Alta Comisionada de Derechos Humanos de Naciones Unidas en México.
De junio de 2017 a octubre de 2018 fue conductora del programa Ciudad Abierta en el Canal de Legislativo de la Asamblea Legislativa del Distrito Federal ahora Ciudad de México. 
En 2017 recibió el doctorado honoris causa que otorga el Instituto Mexicano de Líderes de Excelencia.
Ha colaborado en organizaciones de la sociedad civil como Centro Nacional de Comunicación Social, Consejo Consultivo de Organizaciones de Derechos Humanos del Distrito Federal, Centro de Estudios Ecuménicos, Centro de Periodistas de Investigación y FUNDAR – Centro de Análisis e Investigación. Fue fundadora de los partidos políticos México Posible, Alianza Cívica, Propuesta Cívica y Resultados México. Es columnista del periódico La Razón y DESASTRE.

## Reconocimientos
- 2013, Galardón Mujer de Calidad por OIFAM, AC.
- 2014 recibió el Premio de Derechos Humanos René Cassín.[10][11]
- 2014 obtuvo el reconocimiento de la Legión de Honor Nacional y de México como integrante de número.
- 2016 reconocimiento del International Trans Fund
- 2017 Medalla por la Igualdad y no discriminación otorgada por la Asamblea Legislativa de la CDMX
- 2018. Love4All Awards por la política pública antidiscriminatoria.